# Presidentieel kabinet
Het Presidentieel kabinet (Indonesisch: Kabinet Presidensial) was de eerste regering van de Republik Indonesia, en werd ingesteld na de Indonesische onafhankelijkheidsverklaring van 17 augustus 1945. Het kabinet omvatte 20 ministers en vier hoge functionarissen. Het bestond van 2 september tot 14 november 1945.

## Achtergrond

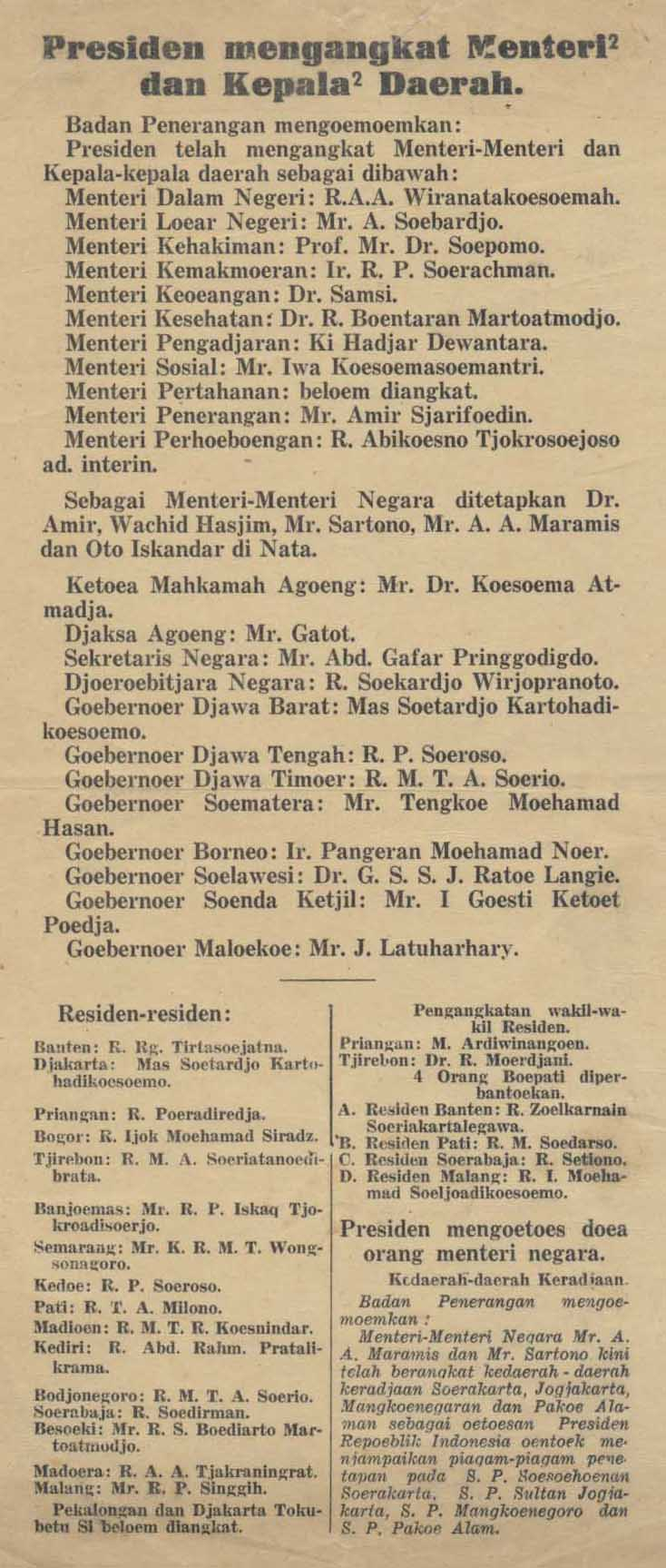
Pamflet met de aankondiging van het presidentieel kabinet en de provinciale gouverneurs.

De Indonesische archipel was sinds maart 1942 bezet door het Japanse keizerrijk, maar vanaf 1943 benoemden de Japanners in het licht van het kerende oorlogstij Indonesische adviseurs ("Sanyo") in het bestuur, en stelden de nationalistische voorman Soekarno aan als voorzitter van een Centrale Adviesraad (Chuo Sani-kai) in Jakarta.. Op 7 augustus, een dag na de atoombom op Hiroshima, werd er een Voorbereidend Comité voor de Indonesische Onafhankelijkheid ((id) Panitia Persiapan Kemerdekaan Indonesia, PPKI) ingesteld, met Soekarno als voorzitter en Hatta als vicevoorzitter. Op 19 augustus werden er door dit comité 12 ministeries ingesteld voor het eerste Indonesische kabinet. In dit kabinet zaten mensen die eerder sanyo alsook mensen die niet met Japanners meegewerkt hadden. Het kabinet droeg verantwoording af aan Soekarno.

## Samenstelling

### Regeringsleiders
| President | President | Viceresiden | Viceresiden    |
| --------- | --------- | ----------- | -------------- |
| Soekarno  |           |             | Mohammed Hatta |

### Ministers
| Nr. | Ministerspost                 | Minister                                            | Minister                                    |
| --- | ----------------------------- | --------------------------------------------------- | ------------------------------------------- |
| 1   | Buitenlandse Zaken            |                                                     | Achmad Soebardjo                            |
| 2   | Binnenlandse Zaken            |                                                     | R.A.A Wiranatakoesoema V                    |
| 3   | Volksveiligheid               |                                                     | Soeprijadi (verdwenen)                      |
| 3   | Volksveiligheid               | Soeljadikoesoemo (waarnemend vanaf 20 oktober 1945) |                                             |
| 4   | Rechterlijke Macht            |                                                     | Soepomo                                     |
| 5   | Informatie                    |                                                     | Amir Sjarifoeddin                           |
| 6   | Financiën                     |                                                     | Samsi Sastrawidagda (tot 25 september 1945) |
| 6   | Financiën                     | Alexander Andries Maramis (vanaf 26 september 1945) |                                             |
| 7   | Welvaart (handel en landbouw) |                                                     | Soerachman Tjokroadisoerjo                  |
| 8   | Transport                     |                                                     | Abikoesno Tjokrosoejoso                     |
| 9   | Openbare Werken               |                                                     | Abikoesno Tjokrosoejoso                     |
| 10  | Sociale Zaken                 |                                                     | Iwa Koesoemasoemantri                       |
| 11  | Onderwijs                     |                                                     | Ki Hadjar Dewantara                         |
| 12  | Gezondheid                    |                                                     | Boentaran Martoatmodjo                      |
| 14  | Ministers van Staat           |                                                     | Mohammad Amir                               |
| 14  | Ministers van Staat           | Sartono                                             |                                             |
| 14  | Ministers van Staat           | Wahid Hasjim (voor godsdienstzaken)                 |                                             |
| 14  | Ministers van Staat           | Alexander Andries Maramis                           |                                             |
| 14  | Ministers van Staat           | Oto Iskandar di Nata                                |                                             |

### Functionarissen met ministersstatus
- Voorzitter van het hooggerechtshof: Dr. Koesoema Atmadja
- Landsadvocaat: Gatot Tarunamihardja
- Staatssecretaris: Abdoel Affar Pringgodigdo
- Staatswoordvoerder: Soekarjo Wirjopranoto

## Beëindiging van het kabinet
Het Centraal Indonesisch Nationaal Comité, dat de de facto wetgevende macht in de republiek was, eiste dat het kabinet aan hen verantwoording af zou leggen en niet aan president Soekarno. Soekarno stemde hiermee in en onthief het kabinet van zijn taken. Het kabinet werd opgevolgd door het kabinet-Sjahrir I onder leiding van de eerste minister-president Soetan Sjahrir.